# Domingos Crescêncio de Carvalho
Domingos Crescêncio de Carvalho (1780 - 1840) foi um militar brasileiro.
Natural da fronteira, participou da Guerra Cisplatina, de 1801 a 1828, alistando-se como soldado e terminando como capitão. 
Amigo e parente de Bento Gonçalves da Silva, ficou responsável pelo comando de cavalaria de Jaguarão. Logo foi promovido a comandante da 4a Brigada do Exército da República, abrangendo a região desde o rio Jaguarão até o rio Camaquã.
Participou de vários combates, sempreà testa de sua cavalaria junto ao general Davi Canabarro. Derrotou o general Pedro Labatut, veterano oficial de Napoleão, que servia como mercenário do Império quando este invadiu a República por terra, comandando a Divisão Paulista.
Lutou na Revolução farroupilha como coronel e quando estava prevista sua nomeação para o posto de  general por esta campanha contra Pedro Labatut, mas ficou doente, vindo a falecer,  aos 60 anos de idade, quando retornava para a fronteira.
Domingos Crescêncio morreu durante a marcha do exército farroupilha de Viamão para a campanha, depois do fracasso da tomada de São José do Norte, alvejado por atirador escondido .